# Andrea Revueltas
Andrea Revueltas Peralta (Ciudad de México, 19 de septiembre de 1938 - Ciudad de México, 20 de febrero del 2010) fue una académica, filósofa y politóloga mexicana. Contribuyó a cimentar la División de Ciencias Sociales y Humanidades de la Universidad Autónoma Metropolitana, donde se desempeñó por más de treinta años. Trabajó en la edición de los veintiséis tomos de la obra completa de José Revueltas, impresos por ediciones Era, en colaboración de Philippe Cheron.
Fue profesora distinguida de la Universidad Autónoma Metropolitana.

## Datos biográficos
Nació en la Ciudad de México. Fue hija de José Revueltas y Olivia Peralta. Estudió la licenciatura en filosofía en la Facultad de Filosofía y Letras, de la Universidad Nacional Autónoma de México, graduándose con la tesis "Elementos introductorios para el estudio de la enajenación en el mundo moderno". Las maestrías en sociología urbana, en la Facultad de Nanterre, de la Universidad de París 8 (1972-1974), y en filosofía, en la Facultad de Vicennes-Saint Denis (1972-1975), en la misma universidad, donde también realizó sus estudios de doctorado en ciencias políticas (1983-1987), obteniendo el grado con una tesis sobre el estado mexicano moderno.
Se desempeñó como profesora de educación media superior en México dando las clases de filosofía, historia, ciencias políticas, en la Dirección de Estudios Técnicos y Comerciales, de la Secretaria de Educación Pública (SEP) en los años de 1964-1971. A nivel educación superior, en la Escuela Nacional de Antropología e Historia (1977-1978), en la Facultad de Ciencias Políticas y Sociales (1979-1981) y en la Facultad de Filosofía y Letras de la UNAM (1985-1986). A nivel posgrado,en la Universidad Autónoma Metropolitana, de 1994 hasta la fecha de su muerte, y en el extranjero, en la Universidad de Varsovia (1981-1982), en la Universidad Autónoma de Barcelona y en el Instituto de Estudios Políticos de la Universidad Pierre Mendès France, en Grenoble, Francia.
Fue profesora-investigadora de la Universidad Autónoma Metropolitana por más de treinta años.
En 2006 se publicó su testimonio sobre la Masacre de Tlatelolco en el cual narra su experiencia en el movimiento estudiantil y el impacto del 2 de octubre del 68 en su vida personal.

## Publicaciones

### Tesis
- Revueltas Peralta, Andrea. "Elementos introductorios para el estudio de la enajenación en el mundo moderno" Tesis de Licenciatura, Universidad Nacional Autónoma de México. Facultad de Filosofía y Letras.

### Artículos académicos
- Revueltas Peralta, Andrea. "Lefebvre: un pensamiento que vive mediante su visión particular de la dialéctica, la modernidad y la mundializacion." en Revista Veredas 7, No.12 (2006): 11-21.[5]

- Revueltas Peralta, Andrea. "Tres cartas inéditas de José Revueltas." en Revista Biblioteca de México, No.61 (2001): 44-46.

- Revueltas Peralta, Andrea. "1968: la revolución de mayo en Francia." en Revista Sociológica 13, No. 38 (1998): 119-131.[6]

### En colaboración
- Revueltas Peralta, Andrea, Cheron, Philippe. "José Revueltas. Conciencia crítica." en Revista Metapolítica 9, No.41 (2005): 86-97.

- Revueltas Peralta, Andrea, Cheron, Philippe. "Superar el surrealismo sin anularlo." en Revista Vuelta 18, No.209 (1994): 66-70.

- Revueltas Peralta, Andrea., y Philippe Cheron (Compiladores). Conversaciones con José Revueltas. Ediciones Era, 2001.

## Premios y reconocimientos
- Profesora Distinguida por la Universidad Autónoma Metropolitana (UAM).[7]